# Volta a Zamora
La Volta a Zamora (en castellà: Vuelta a Zamora) és una cursa ciclista per etapes que es disputa a la província de Zamora. Està reservada a ciclistes de categoria amateur i sub-23. La primera edició data del 1985.

## Palmarès
| Any  | Vencedor             | Segon                    | Tercer                    |
| ---- | -------------------- | ------------------------ | ------------------------- |
| 1985 | Belmiro Silva        | Laudelino Cubino         | Bjorn Bachman             |
| 1986 | José Pliego          | Alejandro Vázquez        | Fabián García             |
| 1987 | José Antonio Sánchez | Federico García          | Juan Carlos Arribas       |
| 1988 | Pedro Merayo         | Luis Miguel Guerra       | José Luis Díaz            |
| 1989 | Rafael López         | Pedro Luis García        | Miguel A. Colmenero       |
| 1990 | Antonio Sánchez      | José A. Mereciano        | Carlos A. Torres          |
| 1991 | Ignacio Duque        | Antonio Martín Velasco   | Iñigo González de Heredia |
| 1992 | José Manuel García   | Julio Coello             | Javier Pascual            |
| 1993 | José A. Ruiz         | Gabriel Martínez         | Juan Manuel Toribio       |
| 1994 | Claus Michael Møller | Juan C. Martín           | Jon Carbayeda             |
| 1995 | Mikel Pradera        | Miguel Manteiga          | Juan C. Estrada           |
| 1996 | No es disputà        |                          |                           |
| 1997 | Mario Herraez        | David Martínez Morras    | Óscar Movilla             |
| 1998 | César García Calvo   | Alberto David Fernández  | Mario Herraez             |
| 1999 | Iban Mayo            | Alexis Rodríguez         | Miguel Manteiga           |
| 2000 | Patxi Vila           | Sergio Pérez Gómez       | Alexis Rodríguez          |
| 2001 | Juan Manuel Fuentes  | Pedro Arreitunandia      | Gerardo García            |
| 2002 | Francisco Palacios   | Juan Pablo Magallanes    | Oleg Radinov              |
| 2003 | José Adrián Bonilla  | Alberto Martín           | Moisés Dueñas             |
| 2004 | Ignacio Sarabia      | Víctor Manuel Gómez      | Alexei Bougrov            |
| 2005 | Javier Sáez          | Juan José Abril          | Sergio Bernardo           |
| 2006 | Manuel Jiménez       | David Gutiérrez          | Marconi Durán Montoya     |
| 2007 | David Gutiérrez      | Miguel Ángel Candil      | Juan Carlos Escamez       |
| 2008 | David Belda          | José de Segovia          | Raúl García de Mateos     |
| 2009 | Raúl Castaño         | Rafael Rodríguez Segarra | Gustavo Rodríguez         |
| 2010 | Ángel Vallejo        | Raúl García de Mateos    | Moisés Dueñas             |
| 2011 | Antonio Olmo         | Israel Pérez             | Raúl García de Mateos     |
| 2012 | Moisés Dueñas        | Arkaitz Durán            | Miguel Ángel Benito       |
| 2013 | Ángel Vallejo        | Oleg Chuzhda             | Víctor Martín             |
| 2014 | José de Segovia      | Martín Lestido           | Imanol Estévez            |
| 2015 | Iván Martínez        | Miguel Gómez             | Sergio Rodríguez          |
| 2016 | Manuel Sola          | Miguel Burmann           | Sergio Rodríguez          |
| 2017 | Mauricio Moreira     | Antonio Gómez            | Freddy Ovett              |
| 2018 | Eusebio Pascual      | Pablo Guerrero           | Diego Noriega             |
| 2019 | Iván Moreno          | Alejandro Ropero         | Martí Márquez             |
| 2020 | Josu Etxeberria      | Samuel Blanco            | Raúl García Pierna        |
| 2021 | Eugenio Sánchez      | Eduardo Pérez-Landaluce  | Víctor Etxeberria         |
| 2022 | Eric Fagúndez        | Mulu Hailemichael        | Javier Serrano            |
| 2023 | Sergio Chumil        | David Delgado            | Álvaro Sagrado            |